# Pablo Ferrández
Pablo Ferrández (Madrid, 19 de marzo de 1991) es un violonchelista español. Ha actuado como solista con orquestas como la Orquesta Nacional de España, la Orquesta Sinfónica de RTVE, la Kremerata Baltica o la Orquesta Filarmónica de Helsinki y ha sido merecedor de premios como el Segundo Premio en el International Paulo Cello Competition, el Edmond de Rothschild Group del Festival Sommet Musicaux de Gstaad, Premio Nicolas Firmenich del Festival de Verbier, Premio Leyda Ungerer del Festival de violonchelo de Kronberg o el Primer Premio del Concurso Internacional de Liezen.

## Vida y carrera
Inició sus estudios musicales con tan solo tres años de la mano de su madre, profesora de música, y de su padre, violonchelista de la Orquesta Nacional de España. Continuó su formación con María de Macedo y Asier Polo y con tan solo trece años ingresó en la Escuela Superior de Música Reina Sofía donde estudió con Natalia Shakhovskaya, recibiendo el diploma al violonchelista más sobresaliente. En octubre de 2011, entró a formar parte del Programa de Masters de la Kronberg Academy (Alemania) gracias al apoyo de Sodalitas Stipendium, donde estudió con Frans Helmerson. Ese mismo año fue nombrado "Young Soloist" de la Kronberg Academy. Ha recibido clases magistrales de David Gerngas, Phillipp Müller, Gary Hoffman, Arto Noras, Ivan Monighetti y Frans Helmerson, entre otros.
Pablo Ferrández ha trabajado con directores como los Maestros Antoni Ros-Marba, Peter Csaba, Sergio Alapont, José Luis Turina, Martyn Brabbins, Oleg Caetani, John Axelrod o Rossen Milanov y junto a orquestas como la Orquesta Nacional de España, la Orquesta Sinfónica de RTVE, Orquesta Sinfónica del Principado de Asturias, Kremerata Baltica, Orquesta Filarmónica de Helsinki, Tapiola Sinfonietta, Orchestre National des Pays de la Loire, la Orquesta Sinfónica de Amberes, la Orquesta Filarmónica de Róterdam o la Orquesta Filarmónica de Stuttgart, entre otras.
Como músico de cámara ha actuado junto a Rainer Schmidt, Ivry Gitlis, Gidon Kremer, Vilde Frang o Ana Chumachenco y es miembro del Trío Flamel, formación surgida en el Instituto Internacional de Música de Cámara de Madrid.
La carrera internacional de Pablo Ferrández incluye conciertos celebrados en Estados Unidos, Suiza, Finlandia y Alemania. Ha actuado en festivales internacionales como el Festival de Verbier, Festival Casals de Puerto Rico, Festival Spivakov, Festival Internacional de Santander, Kronberg Festival, Festspiele Mecklenburg-Vorpommern, Festival Piatgorsky o Sommets Musicaux de Gstaad, entre otros.
Recientemente, se ha convertido en el primer violonchelista español en recibir, en préstamo, uno de los Stradivarius de la Nippon Music Foundation. En concreto se trata del llamado Lord Aylesford, uno de los más antiguos violonchelos existentes, datado en 1696. Fue utilizado por Gregor Piatigorsky y perteneció a Janos Starker, dos de los más famosos violonchelistas de la historia. Pablo Ferrández fue elegido para recibir este instrumento por un jurado compuesto por eminentes músicos y musicólogos, presididos por el famoso director de orquesta Lorin Maazel.

## Premios
- Premio Princesa de Girona 'Artes y Letras' (España), 2018[6]
- Segundo Premio International Paulo Cello Competition (Finlandia), 2013.
- Premio Edmond de Rothschild Group del Festival Sommet Musicaux de Gstaad, 2013.
- Beca Pablo Casals de la Fundación Pablo Casals, 2012.
- Premio Nicolas Firmenich del Festival de Verbier (Suiza), 2011.
- Premio Leyda Ungerer del Festival de violonchelo de Kronberg (Alemania), 2011.
- Primer Premio del Concurso Internacional de Liezen (Austria), 2008.

## Discografía
- Conciertos para violonchelo y orquesta de Dvorak y Schumann con la Orquesta Filarmónica de Stuttgart bajo la dirección de Radoslaw Szulc.[7]
- Conciertos de Rossini y Menotti, junto a la Kremerata Baltica bajo la dirección de Heinrich Schiff.